# Collinsville (Alabama)
Collinsville ist ein Ort im DeKalb County und  Cherokee County, Alabama. Die Gesamtfläche des Ortes beträgt 9,1 km². 2020 hatte Collinsville 2059 Einwohner.

## Demographie
Nach der Volkszählung aus dem Jahr 2000 hatte Collinsville 1644 Einwohner, die sich auf 565 Haushalte und 367 Familien verteilten. Die Bevölkerungsdichte betrug 179,8 Einwohner/km². 63,32 % der Bevölkerung waren weiß, 16,18 % afroamerikanisch. In 29,9 % der Haushalte lebten Kinder unter 18 Jahren. Das Durchschnittseinkommen betrug 21964 Dollar pro Haushalt, wobei 25,7 % der Bevölkerung unterhalb der Armutsgrenze lebten.

## Geschichte
Eine Stätte in Collinsville ist im National Register of Historic Places eingetragen (Stand 13. November 2019), der Collinsville Historic District.